# こうもり塚古墳

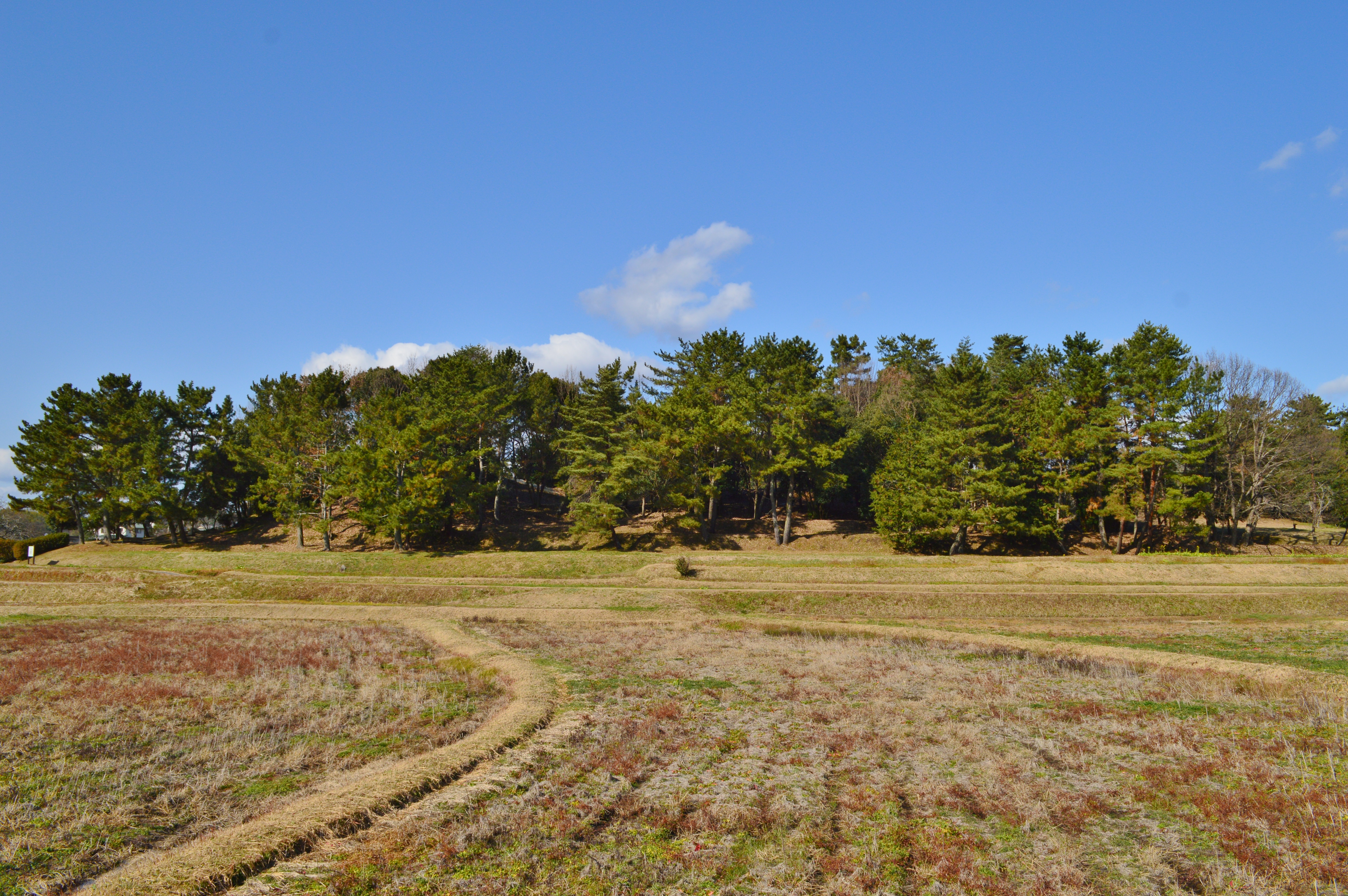
墳丘左に後円部、右に前方部。

こうもり塚古墳（こうもりづかこふん）は、岡山県総社市にある古墳。形状は前方後円墳。国の史跡に指定され、出土品は総社市指定重要文化財に指定されている。古墳周辺は吉備路風土記の丘県立自然公園として整備されている。
旧称を「黒媛塚」とも。箭田大塚古墳・牟佐大塚古墳と合わせて岡山県三大巨石墳と総称される。

## 概要
古墳時代後期から終末期にかけての6世紀後半に築造されたと考えられている。自然の丘陵を利用して築造されている。墳長約100m・後円部径約55～60mで二段で構築されていたと推定される。葺石や埴輪は確認されていない。
後円部南側に花崗岩の巨石を組み合わせた横穴式石室が開口している。石室は両袖式で全長約19.4m、玄室は奥行7.7m・幅3.61m・高さ3.6m、玄室の天井石は3枚の巨石で構成されている。玄室には長さ2.38m・幅1.4m・高さ1.31mの刳抜式家型石棺がある。石棺は貝殻石灰岩製で岡山県井原市浪形山で産出されたものである。1978年（昭和53年）に行われた発掘調査では土師質亀甲形陶棺残欠や鉄釘が出土した。鉄釘の存在から石棺、陶棺のほかに木棺も埋葬されていたと推定されており、複数の被葬者があったと思われる。
古墳は概ね盗掘を受けて副葬品は残っていないと思われた。しかし、単鳳環頭柄頭・大刀・鉄鏃など武具、馬具、ガラス小玉・水晶製切子玉・金環など装飾品、鉄滓、須恵器類などが出土した。
こうもり塚古墳の名称は、石室内にコウモリが数多く棲息していたことから名付けられた。また、黒媛塚の名は、仁徳天皇の寵愛を受けた吉備の美女・黒媛の墓であるとの伝承に由来する。しかし、古墳の築造年代は6世紀後半で、仁徳天皇の時代は4世紀とされており、黒媛とは時代が合致しない。

## 画像

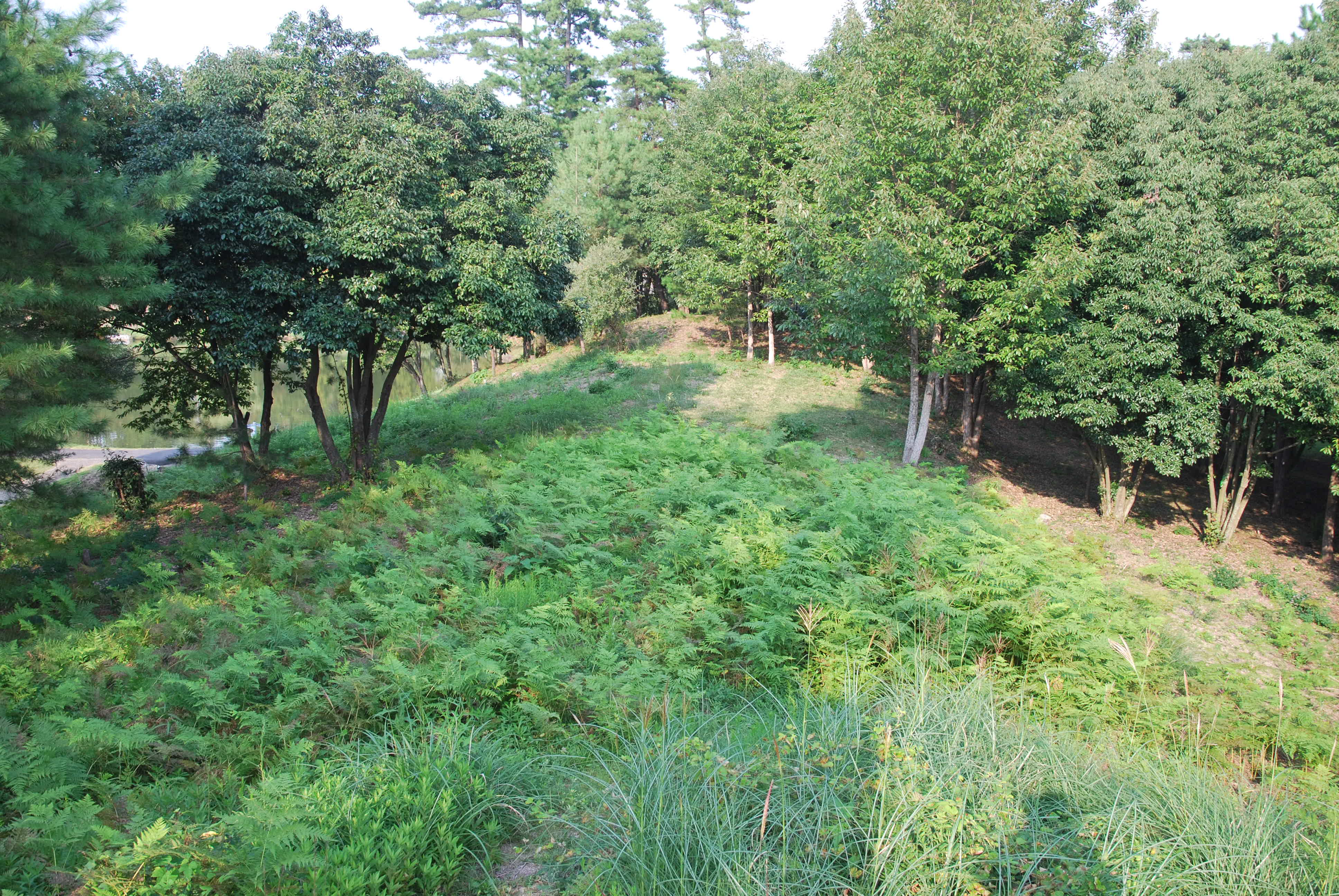
前方部
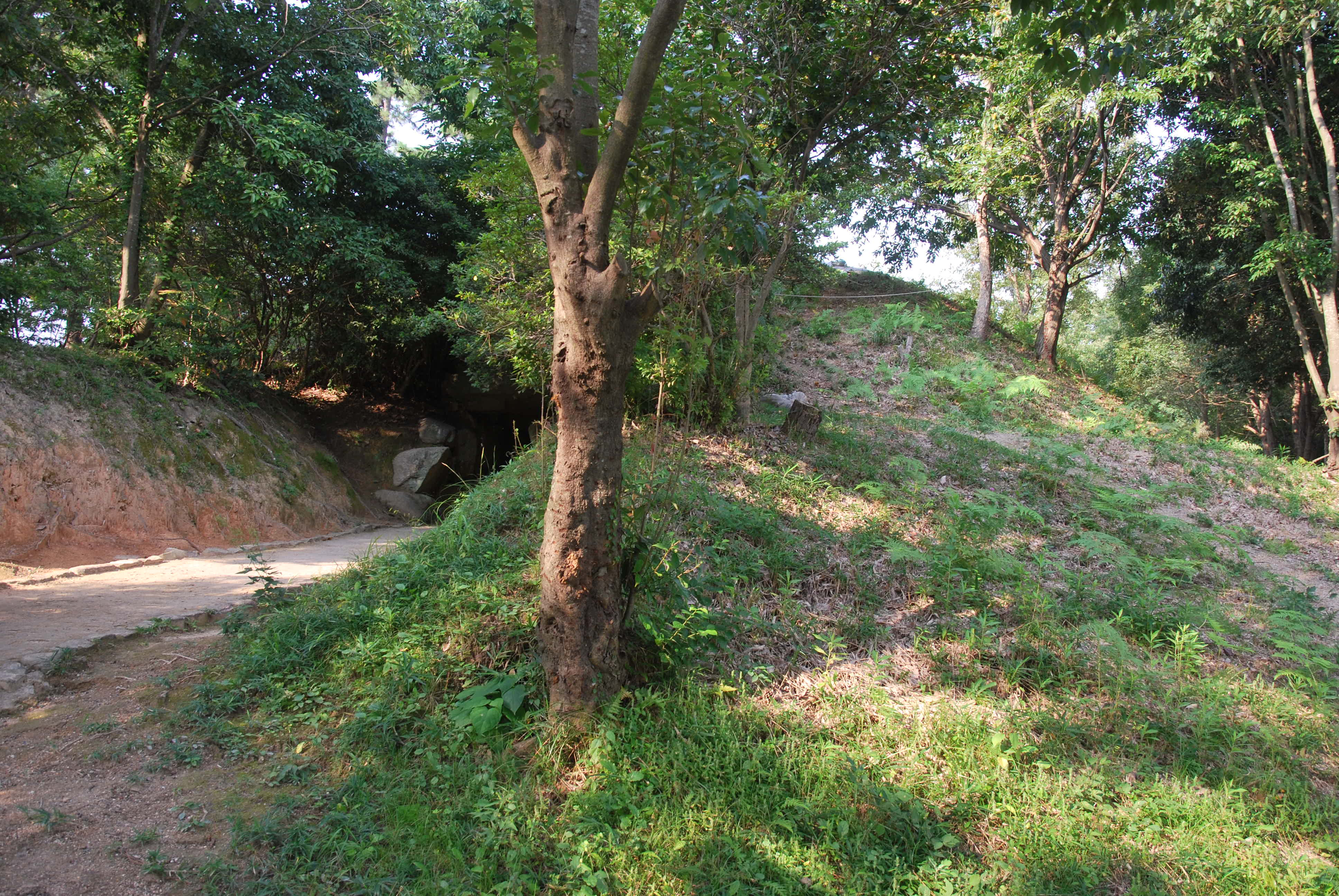
後円部
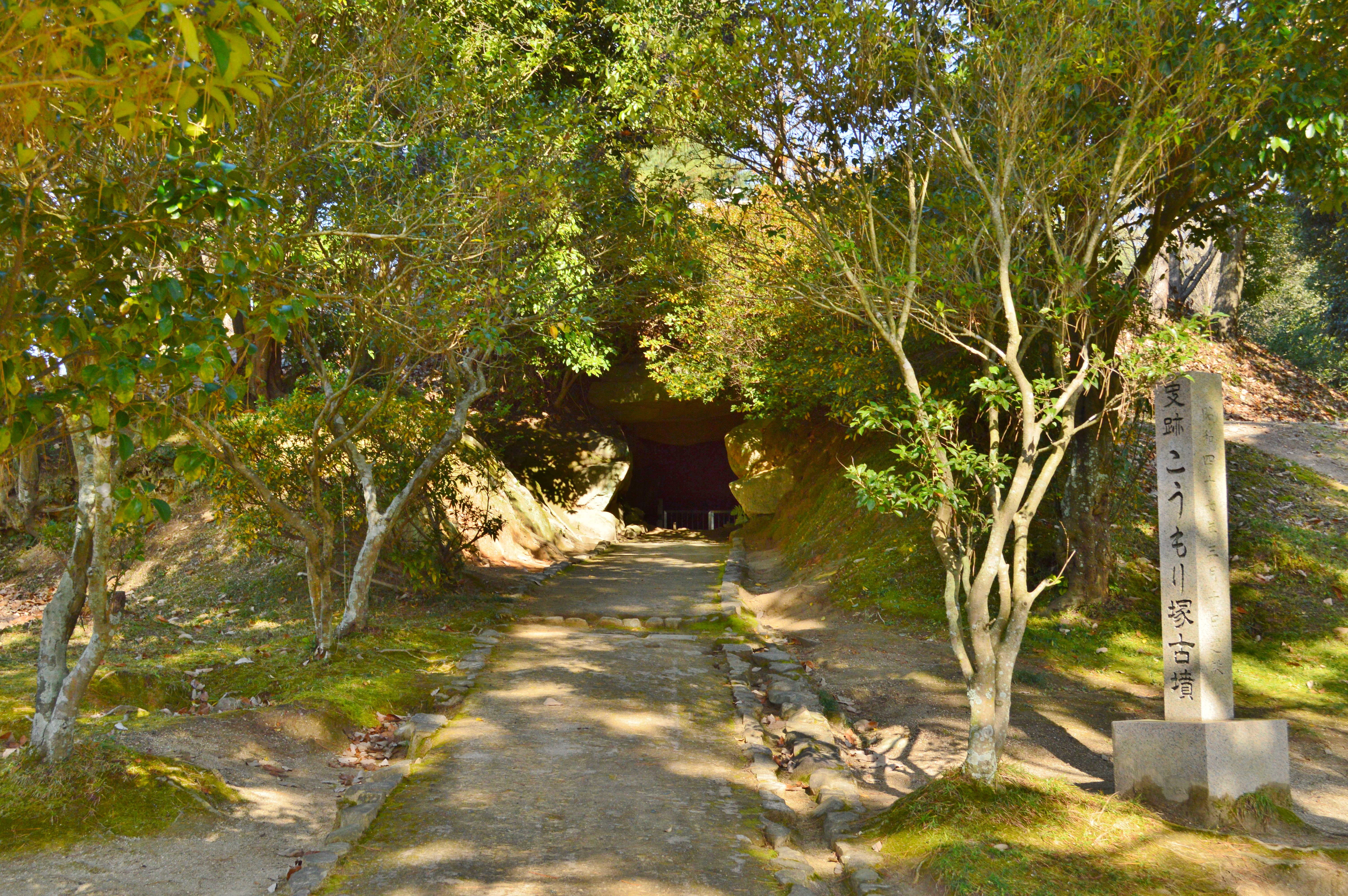
石室入り口
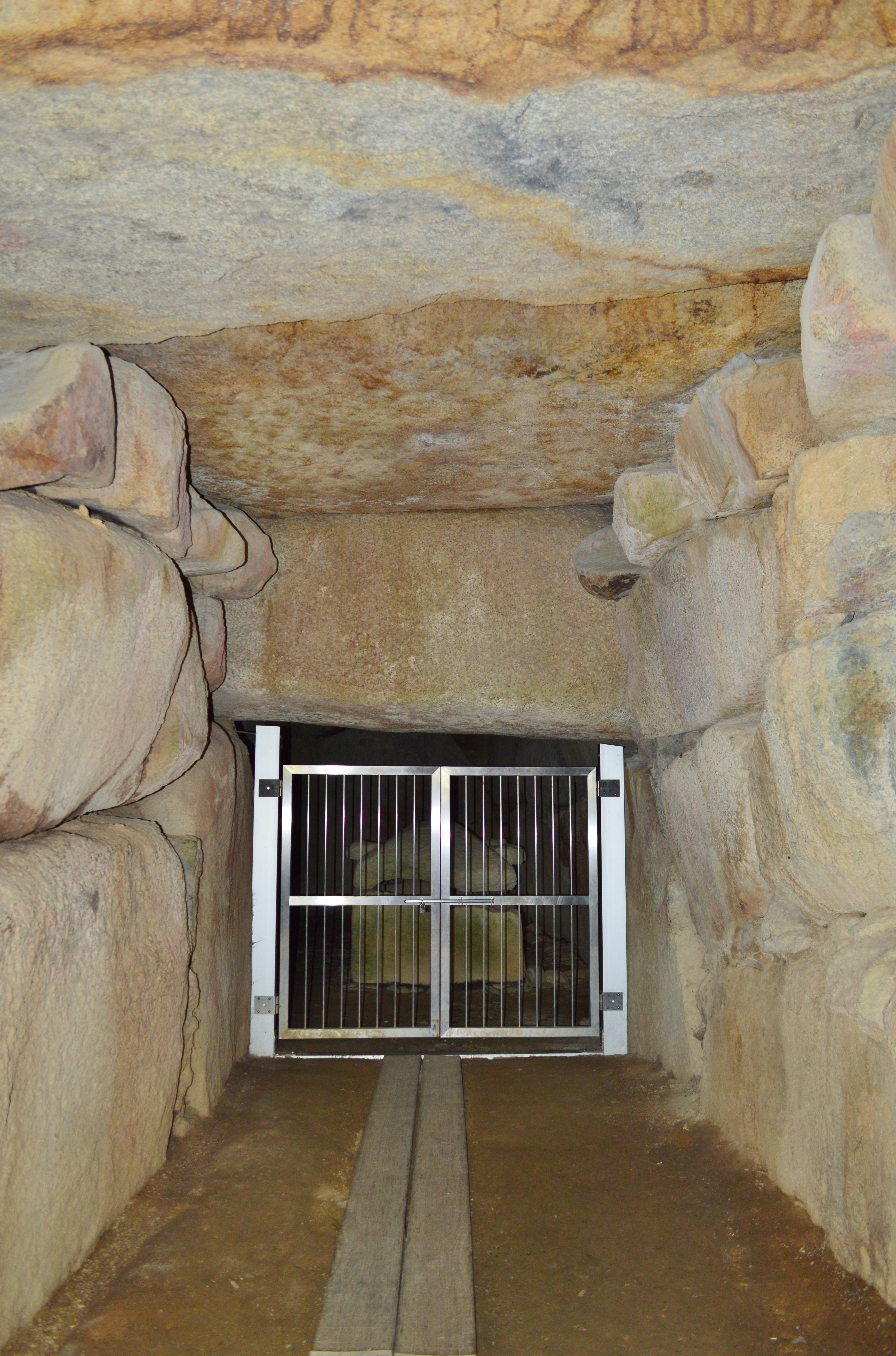
羨道
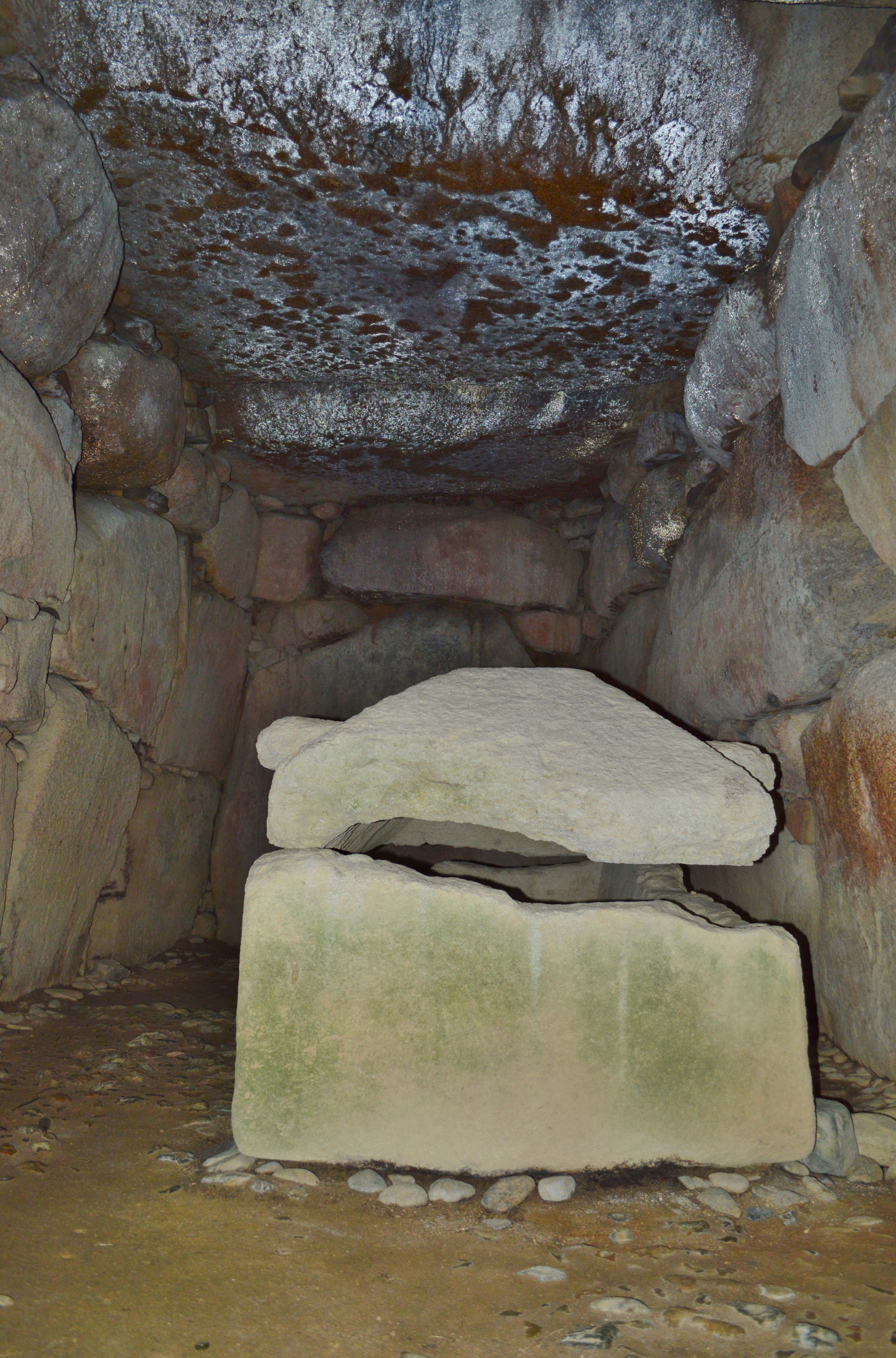
玄室と家形石棺

## 文化財

### 国の史跡
- こうもり塚古墳 - 1968年（昭和43年）2月15日指定[3]。

### 総社市指定文化財
- 重要文化財（有形文化財）
  - こうもり塚古墳出土品（考古資料） - 令和6（2024）年5月22日指定[4]。